# Bothrops lutzi
Espèce
Synonymes
- Lachesis lutzi Miranda-Ribeiro, 1915
- Bothrops neuwiedi lutzi (Miranda-Ribeiro, 1915)
- Bothropoides lutzi (Miranda-Ribeiro, 1915)
- Bothrops iglesiasi Amaral, 1923
- Bothrops neuwiedi bahiensis Amaral, 1925
- Bothrops neuwiedi piauhyensis Amaral, 1925

Statut de conservation UICN

 LC  : Préoccupation mineure
Bothrops lutzi est une espèce de serpents de la famille des Viperidae. 

## Répartition
Cette espèce est endémique du Brésil. Elle se rencontre dans le Nord du Minas Gerais, dans l'Ouest de Bahia, dans l'Est de Goiás, dans le Tocantins, dans le Piauí et dans l'Ouest du Pernambouc. Sa présence est incertaine dans l'État de São Paulo.

## Description
L'holotype de Bothrops lutzi mesure 67,5 cm dont 7,5 cm pour la queue. C'est un serpent venimeux.

## Étymologie
Cette espèce a été nommée en l'honneur d'Adolpho Lutz qui a collecté l'holotype.

## Publication originale
- Miranda-Ribeiro, 1915 : Lachesis lutzi. Archivos do Museu Nacional do Rio de Janeiro, vol. 17, no 3, p. 1 (texte intégral).